# 聖公會多倫多教區
聖公會多倫多教区是加拿大聖公會的一个教區，覆盖安大略省中南部。該教區成立于1839年，是安大略教省七个教区中最早成立的一个，亦是加拿大圣公会教区信徒最多的教区。 截至2018年，该教区在183个堂区拥有约230家教会，堂区名册上登记的會友則约有54,000名。 
在1839年，现今的多伦多教区面积占当时的上加拿大教区的五分之一，该教区还包括现今的曉倫教区、安大略教区、艾高瑪教区和尼亚加拉教区，这几个教区分别于1857年、1861年、1873年和1875年划分出来。 1842年，她的管辖范围被描述为「加拿大西部」 或「上加拿大」。 
多伦多聖雅各大教堂是多伦多教区的中心。该教堂最初建于1803年，当时名为英国教堂。它后来成为聖公會主教的所在地，并于1830年重新祝聖为聖雅各大教堂。十九世纪初期，该教堂大部分时间由约翰·斯特拉坎 (John Strachan)管理。1867年，他被埋葬在大教堂的土地上。 

## 堂區
截至2018年，多伦多教区在183个堂区拥有约230个教会和事工。 该教区的主教座堂是多伦多聖雅各大教堂。
一些著名的教区包括：
- 柏岱主显节和圣马可教堂
- 圣抹大拉的瑪利亞堂
- 弥赛亚堂
- 圣三一堂
- 救贖主教堂
- 山上恩典堂
- 小三一堂
- 圣馬提亞堂
- 布鲁亞街圣保罗堂
- 曉倫街聖多馬堂
- 佩内坦圭申的圣詹姆斯教堂

## 教育机构
- 斯特羅恩主教学校
- 哈弗格尔学院
- 皇家圣乔治学院
- 三一学院学校
- 多倫多大學三一學院
- 多倫多大學威克里夫學院

## 歷任多倫多主教
1. 约翰·斯特羅恩 (John Strachan)，1839–1867
2. 亚历山大·白求恩 (Alexander Bethune)，1867–1879
3. 亚瑟·斯威特曼 (Arthur Sweatman)，1879–1909（加拿大都主教和加拿大教長，1907–1909）
4. 詹姆斯·斯威尼 (James Sweeney)，1909–1932（安大略省都主教，1932–1932）
5. 德温·欧文 (Derwyn Owen) ，1932–1947（加拿大教長，1934–1947）
6. 雷·贝弗利 (Ray Beverley) ，1947–1955 年（1934 年起任副主教）
7. 弗雷德里克·威尔金森 (Frederick Wilkinson)，1955–1966
8. 乔治·斯内尔 (George Snell)，1966–1972
9. 刘易斯·加恩斯沃西(Lewis Garnsworthy)，1972–1989（安大略都主教，1979–1985）
10. 特伦斯·芬利（Terence Finlay） ，1989–2004（安大略都主教，2000–2004）
11. 科林·约翰逊 (Colin Johnson)，2004–2018 年（安大略都主教，2009–2018 年）
12. 安德鲁·阿斯比尔 (Andrew Asbil)，2019 年至今[7]

## 外部連結
- 官方网站
- Website for the Annual Diocesan Charitable Appeal in support of 14 ministries and 3 partners